# 伊曼纽尔·拉卡巴
伊曼纽尔·阿加比多·弗洛雷斯·拉卡巴（Emmanuel Agapito Flores Lacaba；1948年12月10日—1976年3月18日），世称伊曼·拉卡巴（Eman Lacaba），是菲律宾作家、诗人、散文家、剧作家、小说家、编剧、作曲家和活动家，被认为是菲律宾唯一的诗人战士。  

## 生平
生于卡加延德奥罗，七岁时搬到帕特罗斯。于马尼拉雅典耀大学毕业后，当过教师、制作手和舞台演员。期间深入参与劳工运动及左翼政治团体，如新人民军。
1976年3月18日，和其他三人一起在北达沃省亚松森市的Tucaan Balaag被综合民防部队杀害。他为了会用到他的写作技能的一个新任务回到这个城市，一回到那里就同意为导演里诺·布洛卡写剧本。死年27岁。

## 作品
拉卡巴写了《Awit ni Kuala》的歌词，这是洛塔·罗德里格斯在里诺·布洛卡的经典杰作《Tinimbang Ka Ngunit Kulang》中演唱的歌曲。他还用宿务语为一些知名民歌创作了新的革命歌词。

## 纪念
- 《六位菲律宾青年烈士》写道：“没有多少诗人有幸成为他们国家的烈士，菲律宾只有两位：何塞·黎刹和他永远不会知道的一位追随者，伊曼努尔·拉卡巴”。
- 菲律宾文化中心授予青年诗人加瓦德·伊曼·拉卡巴奖（Gawad Eman Lacaba Award）。拉卡巴和他的兄弟皮特被认为是菲律宾文化界百名人物。[3]
- 2002年12月8日至14日，马尼拉雅典耀大学向拉卡巴致敬。[4]